# Theo van Doesburg
Theo van Doesburg (Utrecht, 30. kolovoza 1883. – Davos, 7. ožujka 1931.) je bio nizozemski umjetnik, bavio se slikarstvom, kritikom, poezijom i arhitekturom. Svjetsku slavu stekao je kao osnivač i lider umjetničke grupe De Stijl.

## Životopis
Theo van Doesburg, rođen je kao Christiaan Emil Marie Küpper od oca fotografa Wilhelma Küppera i Henriette Catherine Margadant. 
U svojim dvadesetim počeo je upotrebljavati ime svog očuha Theodorusa Doesburga, potpisujući tako svoje rane slike. Prvu izložbu imao je 1908. Na početku svog umjetničkog djelovanja, kopirao je slike starih majstora iz Rijksmuseum-a i pisao umjetničke kritike za časopise.

## Pokret De Stijl
1915. trebao je napraviti osvrt na izložbu radova Piet Mondriana, koji je bio osam godina stariji od njega, i koji ga je impresionirao svojim slikama, načinom na koji su napravljene, njemu je to bila kompletna apstrakcija realiteta.
Ubrzo nakon izložbe Van Doesburg je došao u kontakt s Mondrianom, i s bliskim umjetnicima Bart van der Leckom, Anthony Kokom, Vilmos Huszarom i J.J.P. Oudom, tako da su zajednički osnovali umjetnički časopis De Stijl 1917.
Iako je De Stijl imao puno članova, Van Doesburg je bio veleposlanik pokreta, promovirajući ga širom Europe. 1922. preselio se u Weimar, kako bi približio De Stijl osnivaču i direktoru Bauhausa, Walteru Gropiusu, i tako pokret učinio snažnijim. Gropius nije bio za to da Doesburg bude nastavnik na školi, tako da se je Van Doesburg samostalno naselio pored Bauhausa i pokušao tako pridobiti studente Bauhausa za ideje Konstruktivizma, Dadaizma i De Stijla.

## Razlaz s Mondrianom
Prijateljstvo s Mondrianom trajalo je sve dok se održavalo preko pisama, ali kada su se 1923. našli u Parizu gdje se Van Doesburg preselio i tako počeli intenzivnije družiti, - razlaz njihovih karaktera bio je neminovan. Mondrian je bio introvert, a Van Doesburg ekstrovert, usput postoji i anegdota o teorijskom razlazu zbog Van Doesburgovog inzistiranja na dijagonalama, i obrnutog Monrianovog stava, da u slikarstvu trebaju prevladavati horizontalne i vertikalne linije. 1929. su se pomirili nakon slučajnog susreta u nekom pariškom café-u.

## Arhitektura, dizajn i tipografija
Van Doesburg se bavio i drugim stvarima pored slikarstva i promocije pokreta De Stijl,  u arhitekturi, je ostavio trag oblikujući kuće za umjetnike, zajedno s Georgesom Vantongerloom, istakao se je i uređenjem enterijera za Café Aubette u Strasbourgu. 
Zajedno s El Lissitzkym i Kurt Schwittersom, Van Doesburg je pionir na internalizaciji umjetnosti preko kongresa održanih 1922. u Düsseldorfu i Weimaru. 1919. oblikovao je geometrijski alfabet (tip slova), ta tipografija je danas digitalizirana kao Architype Van Doesburg. Ta tipografija je anticipacija vrlo sličnog eksperimenta od strane Kurt Schwittersa i njegovog tipa slova (tipografije) Architype Schwitters.
Van Doesburg je bio povezan s umjetničkim pokretom DADA, objavljujući časopis DADA Holland pod lažnim imenom  I. K. Bonset (najvjerojatnije od anagrama Ik ben zot, na dutchu(nizozemskom) Ja sam lud). Također je objavljivao dadaističku poeziju, pod istim imenom u časopisu De Stijl. Kod pisanja proznih tekstova, potpisivao se pseudonimom Aldo Camini, u svojim literarnim radovima, snažno je oponirao individualizmu ( i pokretima koji su promovirali realizam i psihološke podloge razmišljanja).
Držao je da je kolektivno iskustvo realitet. Njegov koncept intenziteta imao je puno više zajedničkog s koncepcijom Paul van Ostaijensena dynamiek. Nastojao je poredati dinamički riječi tako da dobiju novo značenje. Radivši to, nastojao je kreirati novu realnost, umjesto da je opisuje.

## Posljednje godine
Van Doesburg je bio aktivan u umjetničkim grupama kao što su; Cercle et Carré, Art Concret i Abstraction-Création, koje je osnovao 1931.
1931. morao se preseliti u Davos (Švicarska) zbog pogoršanog zdravstvenog stanja, tu je ubrzo i umro od srčanog udara.
Nakon njegove smrti njegova udovica Nelly van Doesburg izdala je posljednji broj časopisa De Stijl.

## Vanjske poveznice
- Kolekcija vizualne poezije Thea van Doesburga